# Mount Eastman
Mount Eastman är ett berg i Antarktis. Det ligger i Västantarktis. Argentina, Chile och Storbritannien gör anspråk på området. Toppen på Mount Eastman är 878 meter över havet.
Terrängen runt Mount Eastman är bergig åt nordväst, men åt sydost är den kuperad. En vik av havet är nära Mount Eastman åt nordväst. Trakten är obefolkad. Det finns inga samhällen i närheten.